# Calonotos chalcipleura
Calonotos chalcipleura là một loài bướm đêm thuộc phân họ Arctiinae, họ Erebidae.